# Derry Citizens Defence Association
Derry Citizens Defence Association bildades 1969 av ledande personer inom Northern Irelands Civil Rights Association, Officiella IRA och Provisoriska IRA för att försvara katolska kvarter i Derry. Resultatet blev en fristaden Free Derry 1969–1972. Den blev också ledningen för fristaden. 
Det finns delade meningar:En del anser att efter 1969 tar IRA över hela ledningen av Derry Citizens Defence Association och Medborgarrättsrörelsens inflytande minskar i organisationen. Andra menar att organisationen upphör att existera i slutet av 1969 och Provisoriska IRA tar över hela ledningen av fristaden.

## Ledningen för fristaden
Fristaden Free Derry leddes ifrån Westland street 10, Patrik Dohertys hus i Bogside, Derry.

### Ledningen
- Patrik Doherty (Provisoriska IRA)
- Johnnie White (Officiella IRA)
- Martin McGuinness(Provisoriska IRA)
- Eamonn McCann vice ordförande (Northern Irelands Civil Rights Association)
- Bernadette Devlin (Northern Irelands Civil Rights Association)
- Seán Keenan ordförande (Northern Irelands Civil Rights Association)
- Fionnbarra O'Dochartaigh (Provisoriska IRA)